# Kamasan (Cinangka)
Kamasan is een bestuurslaag in het regentschap Serang van de provincie Banten, Indonesië. Kamasan telt 6407 inwoners (volkstelling 2010).